# Kanton Conflans-en-Jarnisy
Conflans-en-Jarnisy is een voormalig kanton van het Franse departement Meurthe-et-Moselle. Het kanton maakte deel uit van het arrondissement Briey.
Op 22 maart 2015 werd het kanton opgeheven. De gemeenten Abbéville-lès-Conflans, Affléville, Béchamps, Fléville-Lixières, Gondrecourt-Aix, Mouaville, Norroy-le-Sec, Ozerailles en Thumeréville werden onderdeel van het nieuwe kanton Pays de Briey, de overige gemeenten gingen op in het eveneens nieuw gevormde kanton Jarny.

## Gemeenten
Het kanton Conflans-en-Jarnisy omvatte de volgende gemeenten:
- Abbéville-lès-Conflans
- Affléville
- Allamont
- Béchamps
- Boncourt
- Brainville
- Bruville
- Conflans-en-Jarnisy (hoofdplaats)
- Doncourt-lès-Conflans
- Fléville-Lixières
- Friauville
- Giraumont
- Gondrecourt-Aix
- Hannonville-Suzémont
- Jarny
- Jeandelize
- Labry
- Mouaville
- Norroy-le-Sec
- Olley
- Ozerailles
- Puxe
- Saint-Marcel
- Thumeréville
- Ville-sur-Yron